# Dendrochilum irigense
Dendrochilum irigense är en orkidéart som beskrevs av Oakes Ames. Dendrochilum irigense ingår i släktet Dendrochilum och familjen orkidéer. Inga underarter finns listade i Catalogue of Life.